# Honky-tonk
Honky-tonk  er egentlig amerikansk sydstatsslang for et værtshus. Et forstemt klaver er blevet kaldt et "honky-tonk piano," fordi man forbinder det med musikgenrer som ragtime og boogie-woogie, der har været brugt på værtshuse.
I dag betegner det en stilart indenfor countrymusikken, der opstod i takt med den stigende urbanisering af Sydstaterne efter 2. verdenskrig. Det var ikke længere i laden eller landsbyens torv, at man samledes til dans, det var på "the honky-tonks" og der blev ofte drukket tæt.
I forvejen var countrymusikken fjernet fra den oprindelige rustikke stil med banjoen og violinen som de dominerende instrumenter, dem der holdt fast ved denne stil optrådte mest som pauseklovne ved countryshows eller som indslag, der skulle gøre de konservative tilfreds. Meget af det, der blev indspillet på plade og blev hits, var tilpasset den gængse populære smag.
Men på "the honky-tonk" sang man stadig i den nasale stil, det kunne bare ikke lade sig gøre med de gamle instrumenter længere, de var for lydsvage til at overdøve larmen af fulde folk og skænderier. Så den elektriske guitar og det i western swing populære instrument steel guitar blev taget i brug. Teksterne handlede stadig om ulykkelig kærlighed og outsiderne som i den gamle country musik, men et par nye temaer holdt sit indtog: sange om værtshusliv, der kunne betragtes som sange der videreførte outsidersangene, og sange om længsel efter den landlige hjemstavn. Fremførelsen var kendetegnet ved enkelhed og fuldstændig upyntede indspilninger, der var ingen baggrundsstrygere og kor, som senere blev almindeligt i countryen. Mange forbinder country med sentimentalitet, men honky-tonksangene er usentimentale både i indhold og fremførelse.
Da man senere i 1960'erne og 1970'erne gjorde modstand mod sentimentaliseringen af countrymusikken, var det honky-tonkmusikken, der var en af de vigtigste inspirationskilder.

## Betydelige kunstnere
- Ernest Tubb
- Hank Williams

| Musik | Spire Denne musikartikel er en spire som bør udbygges. Du er velkommen til at hjælpe Wikipedia ved at udvide den. |